# Brian P. Schmidt
Pour les articles homonymes, voir Brian Schmidt et Schmidt.
Brian Paul Schmidt, né le 24 février 1967 à Missoula, dans le Montana, est un cosmologiste d'origine américaine actuellement en poste à l'université nationale australienne. Il a été le responsable de l'équipe du High-Z supernovae search team qui en 1998 a mis en évidence le phénomène d'accélération de l'expansion de l'univers, conjointement avec l'équipe concurrente du Supernova Cosmology Project menée par Saul Perlmutter.
Brian P. Schmidt s'investit ensuite dans deux nouveaux projets observationnels : SkyMapper un projet semblable au grand relevé Sloan Digital Sky Survey, et ESSENCE, un projet dans la continuation du High-Z supernovae search team.
Il est le président élu de l'Union astronomique internationale pour le triennat 2024-2027 et, sauf imprévu, il en sera le président pour le triennat 2027-2030.

## Récompenses

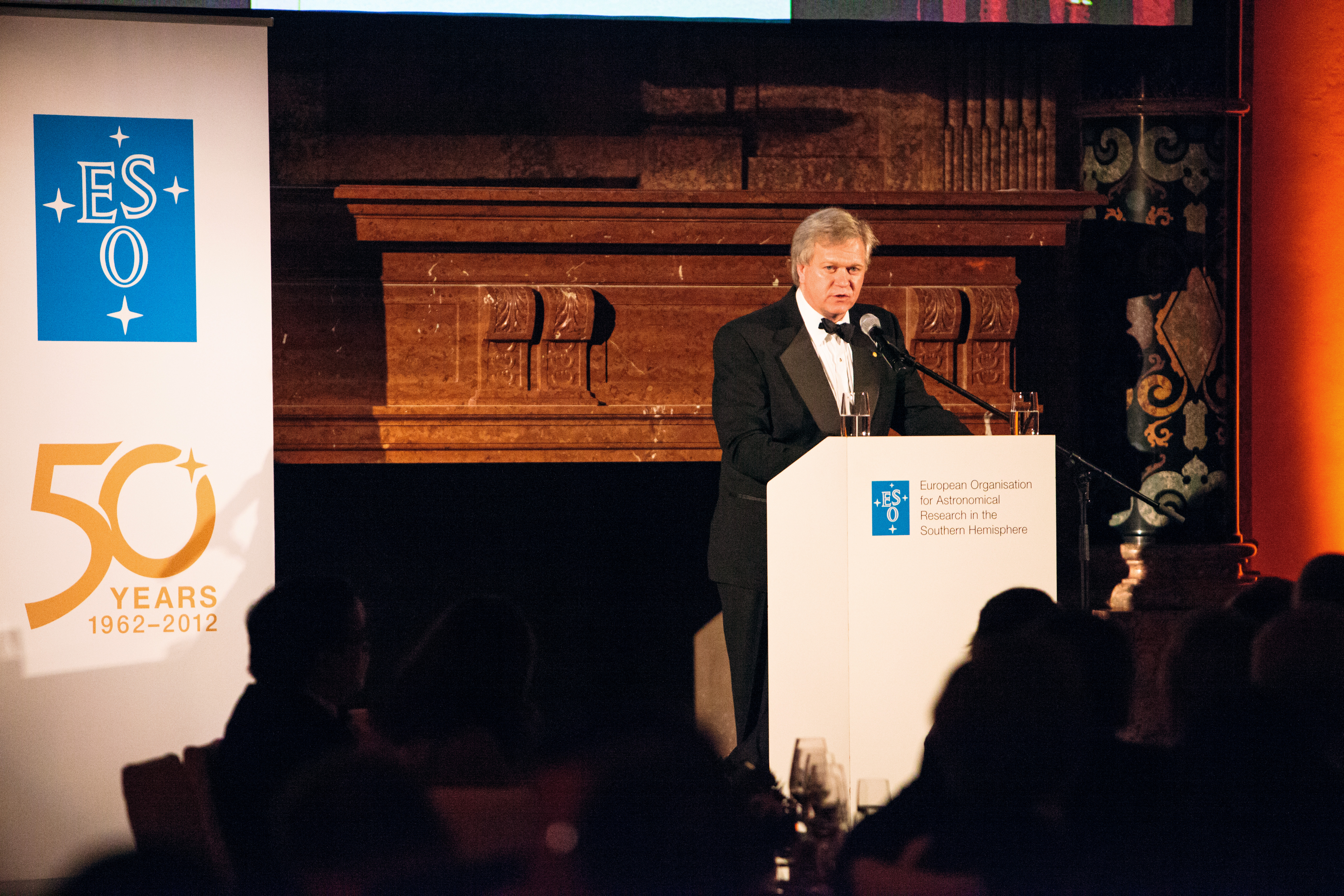
Brian Schmidt lors du gala célébrant les 50 ans de l'ESO.

- 2006 : Prix Shaw d'astronomie, conjointement avec Adam Riess et Saul Perlmutter
- 2007 : Prix Peter-Gruber de cosmologie, conjointement avec Saul Perlmutter et leurs équipes respectives
- 2011 : Prix Nobel de physique, avec Saul Perlmutter et Adam Riess